# پافنوتیا
پافنوتیای باکره (انگلیسی: Paphnutia the Virgin؛ ‏ فعال در حدود سال ۳۰۰ دوران مشترک) یک کیمیاگر مصری بود که در حوالی سال ۳۰۰ میلادی زندگی می‌کرد و در نامه‌های میان کیمیاگر زوسیموس پانوپولیس و خواهرش تئوسبیا (که احتمالاً خودش نیز کیمیاگر بود) به او اشاره شده است. در این نامه‌ها، زوسیموس از تئوسبیا انتقاد می‌کند که با پافنوتیا صحبت کرده و ایده‌ها را با او تبادل می‌کند، زیرا او را فردی بی‌سواد می‌داند که کیمیاگری را به‌طور نادرست انجام می‌دهد. اطلاعات زیادی از این کیمیاگر باستانی در دست نیست، جز اینکه گفته می‌شود پافنوتیا ممکن است به مکتب کیمیاگر رقیب زوسی‌موس مرتبط بوده باشد یا ممکن است او نیز یک کشیش بوده باشد.